# Morro Negro
Morro Negro ist ein Hügel in der Nähe der Ostküste der Insel Boa Vista im atlantischen Inselstaat Kap Verde. Er erreicht eine Höhe von 156 m. Das nächstgelegene Dorf ist Cabeça dos Tarrafes, 5,5 km nordwestlich.

## Reserva Natural Tartaruga
Die Erhebung gehört zum Naturschutzgebiet Reserva Natural Tartaruga (en.: Turtle Nature Reserve, dt.: Schildkröten-Naturschutzgebiet). Das Schutzgebiet umfasst 14,39 km² an Land und 134,36 km² im Meer. Das Schutzgebiet dient dem Schutz der Strände und der Nistgebiete der Meeresschildkröten-Popultaion und die Teile inland mit Feuchtgebieten und Salzmarschen sind wichtige Vogelschutzgebiete.

## Leuchtturm
Der Farol do Morro Negro steht auf der Höhe des Berges. Der Leuchtturm wurde 1930 erbaut und ist 12 m hoch. Das Leuchtfeuer befindet sich auf 163 m Höhe. Die Reichweite beträgt 31 nmi.